# 機場博覽館總站
亞洲國際博覽館巴士總站（英語：AsiaWorld-Expo Bus Terminus）位於新界離島區赤鱲角航天城路亞洲國際博覽館外，對面為11 SKIES，為一個露天環狀巴士總站，現時所有以此為總站的常規專營巴士線已於2023年11月26日遷出，但此站仍保留作5條龍運巴士營辦的大型活動散場線之起點站用途。

## 總站路線資料

### 龍運巴士X33線
- 機場博覽館 → 洪元路洪福邨

### 龍運巴士X36線
- 機場博覽館 → 錦上路站由亞洲博覽館開出

### 龍運巴士X40線
- 機場博覽館 → 烏溪沙站

### 龍運巴士X43線
- 機場博覽館 → 粉嶺（聯和墟）

### 龍運巴士X47線
- 機場博覽館 → 大埔（富亨）

## 車坑分佈
| 鋸齒形巴士總站（以已封閉通道起逆時針計） | 鋸齒形巴士總站（以已封閉通道起逆時針計） | 鋸齒形巴士總站（以已封閉通道起逆時針計）                    |
| 車坑編號                                 | 座向                                     | 路線                                                        |
| ---------------------------------------- | ---------------------------------------- | ----------------------------------------------------------- |
| 1                                        | 西面                                     | 備用                                                        |
| 2                                        | 南面                                     | 備用                                                        |
| 3                                        | 南面                                     | 備用                                                        |
| 4                                        | 南面                                     | 備用                                                        |
| 5                                        | 南面                                     | 城巴機場快線                                                |
| 6                                        | 北面                                     | 備用                                                        |
| 7                                        | 北面                                     | 備用                                                        |
| 8                                        | 北面                                     | 龍運巴士A43P線                                              |
| 巴士總站外的航展道路邊（由前至後計）     |                                          |                                                             |
| 車坑編號                                 | 寬度                                     | 路線                                                        |
| 1                                        | 出口                                     | 嶼巴B4線 穿梭巴士S1、X1線 龍運巴士X33、X36、X40、X43、X47線 |

## 關閉前途經此站的路線資料

### 城巴A26線
- 油塘 ↔ 機場

### 城巴A26P線
- 未有資料，請加入至Module:香港巴士/lantau。

### 城巴A29線
- 將軍澳（寶琳） ↔ 機場

### 城巴A29P線
- 未有資料，請加入至Module:香港巴士/lantau。

### 龍運巴士A31線
- 荃灣（如心廣場） ↔ 機場（地面運輸中心）

### 龍運巴士A32線
- 葵涌邨 ↔ 機場（地面運輸中心）

### 龍運巴士A33線
- 屯門公路轉車站 ↔ 機場（地面運輸中心）

### 龍運巴士A34線
- 洪水橋（洪元路） ↔ 機場（地面運輸中心）

### 龍運巴士A37線
- 朗屏站 ↔ 機場（地面運輸中心）

### 龍運巴士A41P線
- 烏溪沙站 ↔ 機場（地面運輸中心）

### 龍運巴士A43P線
- 粉嶺（聯和墟） ↔ 機場（地面運輸中心） （經落馬洲）

### 龍運巴士A47X線
- 大埔（太和） ↔ 機場（地面運輸中心）

### 新大嶼山巴士B4線
- 港珠澳大橋香港口岸 ↺ 機場（客運大樓）

提供港珠澳大橋往來香港國際機場的服務，和港珠澳大橋同步於2018年10月24日投入服務，只限往港珠澳大橋香港口岸方向途經此總站。

### 大嶼山北部穿梭巴士S1線
- 東涌站 ↺ 機場（客運大樓）

於1999年6月20日投入服務，2005年12月20日改經此站，途經民航處總部、一號客運大樓、富豪機場酒店、亞洲國際博覽館及海天客運碼頭。

## 外部連結
- 新大嶼山巴士
- 機場博覽館總站 （页面存档备份，存于），城巴／新巴
- 龍運巴士 （页面存档备份，存于）